# Black Jack (1979)
Black Jack is een Britse avonturenfilm uit 1979 onder regie van Ken Loach.

## Verhaal
Tolly is een weesjongen in het 18e-eeuwse Engeland. Hij is op zoek naar zijn oom, die kapitein is op de lange vaart. Hij sluit vriendschap met de crimineel Black Jack. Ze krijgen ook gezelschap van Belle, een meisje dat voor gek wordt aangezien door haar familie.

## Rolverdeling
| Acteur              | Personage        |
| ------------------- | ---------------- |
| Stephen Hirst       | Tolly            |
| Louise Cooper       | Belle            |
| Jean Franval        | Black Jack       |
| Phil Askham         | Beul             |
| Pat Wallis          | Mevrouw Gorgandy |
| John Young          | Dr. Hunter       |
| William Moore       | Mijnheer Carter  |
| Doreen Mantle       | Mevrouw Carter   |
| Russell Waters      | Dr. Jones        |
| Brian Hawksley      | Predikant Hall   |
| Dave Daniels        | Huisknecht       |
| Michael Hinchcliffe | Huisknecht       |
| Packie Byrne        | Dr. Carmody      |
| Joyce Smith         | Mevrouw Carmody  |
| Andrew Bennett      | Hatch            |